# Non sono io (film)
Non sono io è un film italiano del 2003 diretto da Gabriele Iacovone.